# Hamburg-Winterhude
Hamburg-Winterhude is een stadsdeel van Hamburg-Nord, een district van de Duitse stad Hamburg met net geen 50.000 inwoners. Qua bevolkingsaantal is Winterhude het op vier na grootste stadsdeel van Hamburg.

## Geschiedenis
De eerste verwijzingen naar Winterhude dateren van 1250. In 1874 werd de stad beschouwd als een voorstad van Hamburg en in 1894 werd het een deel van Hamburg.

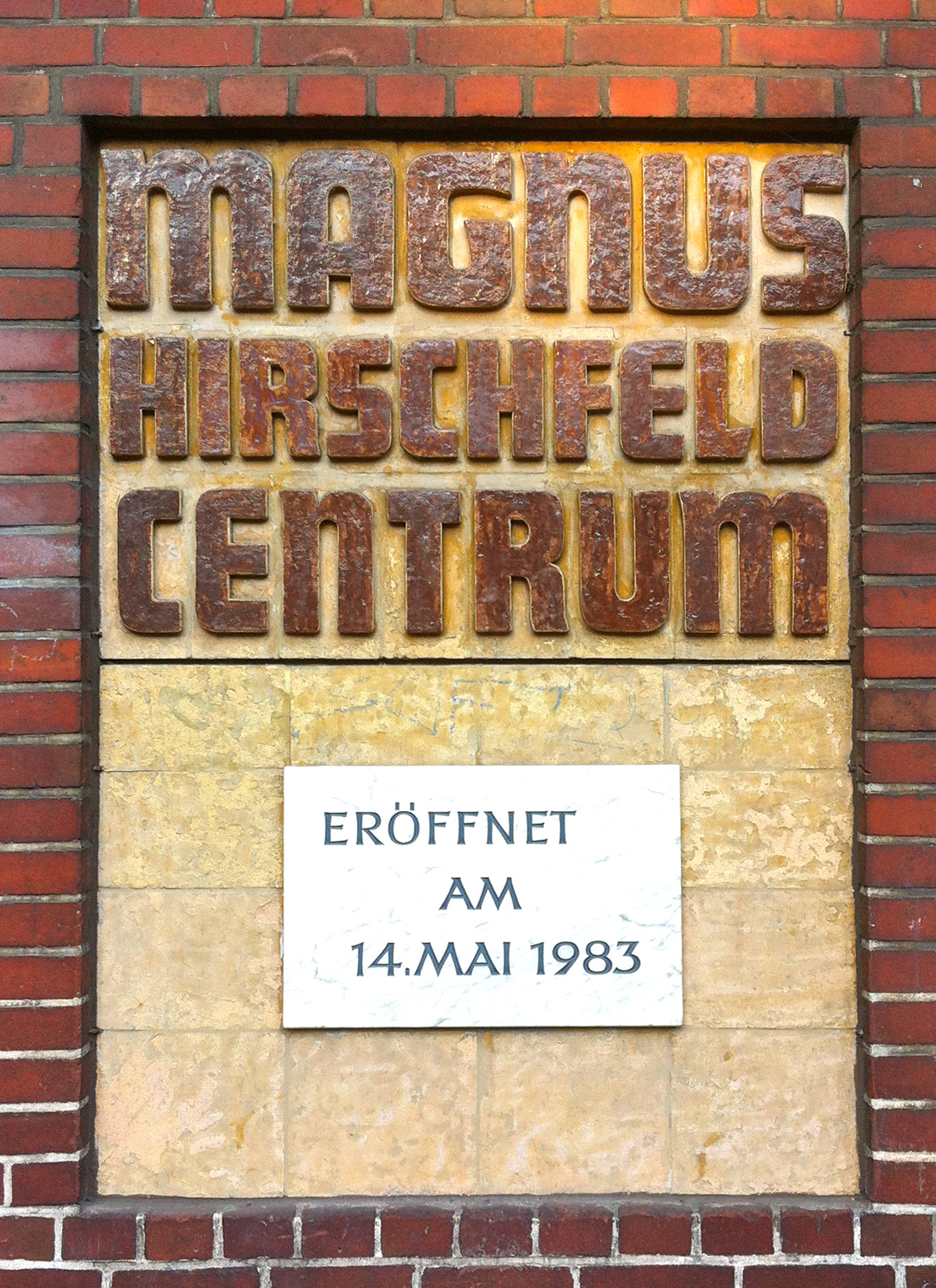
Detail van het Magnus Hirschfeldcentrum bij het metrostation Borgweg